# SmartGit/Hg
SmartGit/Hg — кроссплатформенный визуальный клиент системы управления версиями Git, Mercurial и Subversion, который работает на Windows, Mac OS X и Linux.

## Возможности
Интерфейс главного окна SmartGit/Hg похож на файловые менеджеры (такие, как Проводник Windows): слева в нём - дерево каталогов, а справа — таблица файлов, содержащая все файлы репозитория и рабочего дерева каталогов. Он использует такие понятия файловых менеджеров, как диалоги, мастера Drag-n-drop для основных задач управления версиями, таких как сохранение, ветвление и сравнение. История открытого репозитория отображается в отдельном окне, также называемом Log window, а многие команды Git/Mercurial могут быть выполнены как через главное окно, так и через Log window, например, переключение между ветками, слияние веток, создание веток и тегов, и т. д. Дополнительные инструменты включены для обеспечения работы «из коробки»:
- diff-вьювер файлов, которые показывает два файла рядом, подсвечивает различия между ними и позволяет их редактировать.
- Так называемый "решатель конфликтов", которыми обычно являются 3-сторонние слияния. Используется для разрешения конфликтов слияния.
- Встроенный SSH-клиент (опционально, можно также использовать внешний SSH-клиент).

## Поддержка Subversion
SmartGit/Hg может использоваться как клиент Subversion, расширенный функциональностью Git:
- Когда создаются коммиты, они вначале сохраняются локально, вместо немедленной отправки ('push') в SVN-репозиторий. Пользователь может сам решить, когда отправить в репозиторий локально сохраненные коммиты. Основными преимуществами такого локального хранилища являются повышенная производительность из-за отсутствия сетевых задержек и возможность работать и коммитить в режиме офлайн.
- Коммиты, которые еще не отправлены в репозиторий, могут быть изменены множеством способов: несколько коммитов могут быть объединены в один, один коммит может быть разбит на несколько, может быть изменен порядок коммитов, коммиты могут быть отменены, и т. д.. Цель таких изменений — дать возможность 'причесать' локальную историю перед тем, как она станет официальной историей. Позднее приведенную в порядок историю гораздо легче исследовать, например, для поиска источника определенной ошибки в программе.

## История версий

### Версия 3
Версия 3 SmartGit была выпущена 2 марта 2012 и содержит большие изменения, наиболее заметные — миграция GUI с библиотеки Swing на SWT. В результате графический интерфейс SmartGit 3 содержит «родные», а не эмулированные элементы, что приводит к более привычному внешнему виду и поведению интерфейса. Другие заметные изменения в SmartGit 3 включают:
- Поддержка Mercurial
- Поддержка OpenJDK в Linux
- Более компактный экран истории

### Версия 4
SmartGit/Hg 4 был выпущен 16 января 2013. Название программы было изменено, чтобы подчеркнуть поддержку Mercurial, которая была наиболее значимым улучшением со времен версии 3. Другие заметные изменения включают:
- Поддержка Git 'blame'
- Плотно интергрированный интерфейс пользователя для работы с ветками, тэгами, удаленными ветками и stash-хранилищем
- Реорганизация и объединение коммитов в интерактивном режиме

### Версия 4.5
SmartGit/Hg 4.5 был выпущен 26 апреля 2013. Наиболее заметные изменения:
- Выделение синтаксиса цветом
- Поддержка внешних инструментов
- Автоматическое обновление
- Необязательные Save Stash/Apply Stash в случае, если определенные команды, то есть Pull, завершатся неудачно из-за локальных изменений.

### Версия 6.5
Название программы изменено на SmartGit.

## Лицензия
SmartGit/Hg бесплатен для некоммерческого использования. Для коммерческого использования и получения технической поддержки нужно приобрести лицензию.
Для того, чтобы после окончания 30-дневного срока использования окно с выбором типа установки SmartGit в ubuntu стало доступно необходимо:
1. перейти в каталог:
Linux: /.smartgit/<версия SmartGit> (например: /home/olga/.smartgit/6/settings.xml)
Windows: %APPDATA%\syntevo\SmartGit\<версия SmartGit>
OS X: ~/Library/Preferences/SmartGit/<версия SmartGit>
2. удалить settings.xml[7]